# Mexobisium paradoxum
Mexobisium paradoxum är en spindeldjursart som beskrevs av William B. Muchmore 1972. Mexobisium paradoxum ingår i släktet Mexobisium och familjen Bochicidae. Inga underarter finns listade i Catalogue of Life.